# Rune Brattsveen
Rune Brattsveen, né le 5 avril 1984, est un biathlète norvégien, champion du monde de relais en 2012.

## Carrière
Entre 2002 et 2005, le Norvégien s'illustre dans les catégories juniors sans pour autant remporter de récompense majeure. Ainsi, lors des Championnats du monde juniors 2003 organisés à Koscielisko en Pologne, le jeune biathlète obtient plusieurs places d'honneur en échouant au pied du podium sur le relais et en terminant cinquième sur le sprint, la poursuite et l'individuel. 
Il fait sa première apparition en Coupe du monde en novembre 2007 lors de l'étape d'ouverture de la saison 2007/2008 se tenant à Kontiolahti (Finlande). Quarantième lors de cette première course, il réalise la performance de rentrer deux fois dans les dix premiers lors des deux courses suivantes (neuvième sur le sprint, il termine la poursuite à la cinquième place). Régulièrement dans les points, il gagne sa place au sein du relais norvégien avec lequel il signe son premier succès à Ruhpolding en janvier 2008. Quelques semaines plus tard, il prend part à ses premiers Championnats du monde lors desquels il remporte la médaille d'argent en relais avec Emil Hegle Svendsen, Halvard Hanevold et Ole Einar Bjørndalen. Individuellement, il termine deux fois dans les vingt premiers avec une quinzième place en poursuite et une onzième à la mass-start. Aux Championnats d'Europe 2009, il gagne son premier titre individuel sur le sprint et le titre au relais.
En 2011, il gagne son deuxième relais de Coupe du monde à Hochfilzen.
En 2012, lors de sa deuxième sélection aux Championnats du monde, il est titré de nouveau dans l'épreuve du relais avec Ole Einar Bjørndalen, Tarjei Bø et Emil Hegle Svendsen.
En 2014, après deux ans d'une longue maladie qui l'a éloigné de la compétition, il se retire du biathlon définitivement.

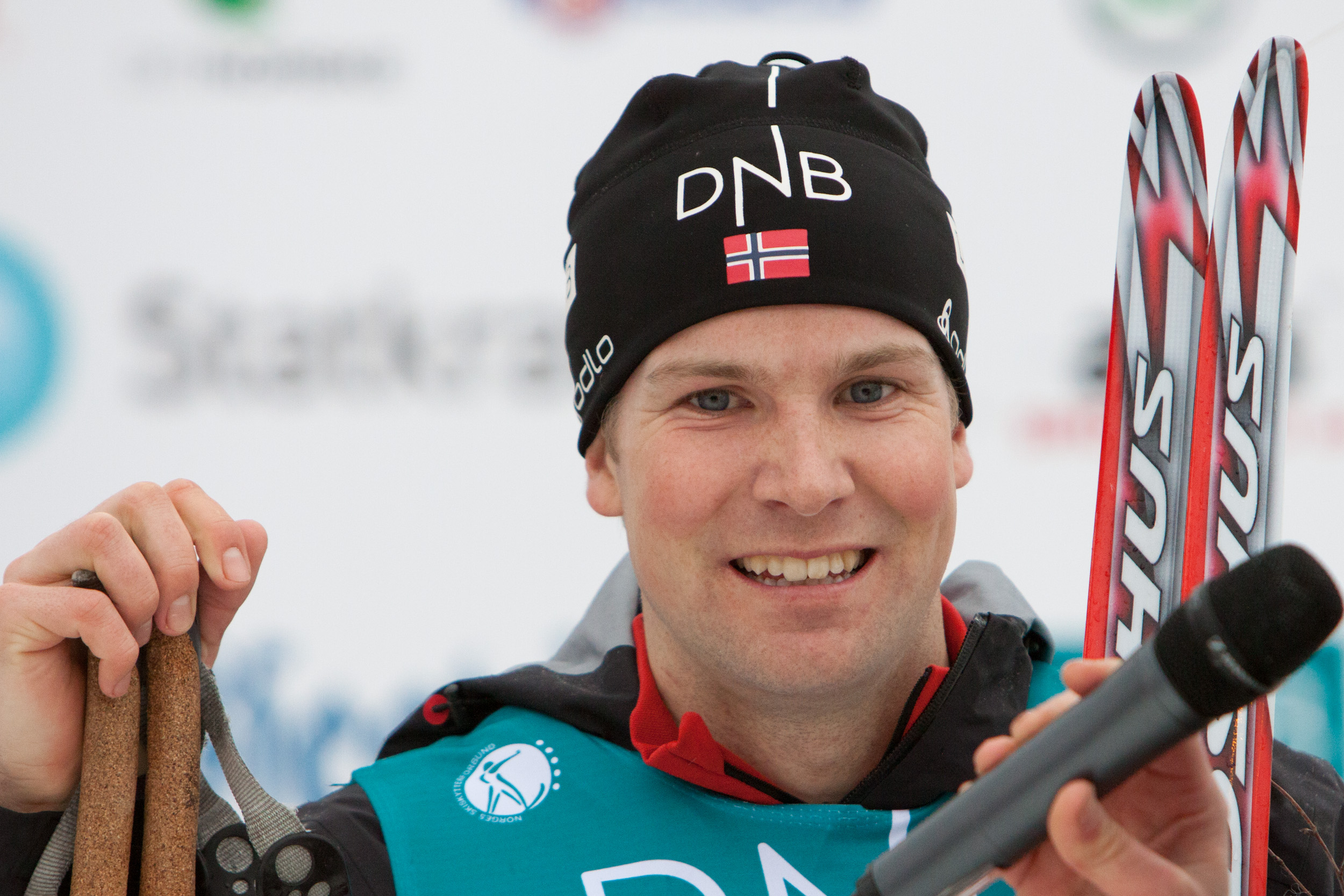
Rune Brattsveen à Trondheim en 2012

## Palmarès

### Championnats du monde
| Mondiaux \ Épreuve | Individuel | Sprint | Poursuite | Départ en masse | Relais                   | Relais mixte | - |
| 2008 Östersund     | -          | 38e    | 15e       | 11e             | Médaille d'argent, monde | 8e           |   |
| 2012 Ruhpolding    | 46e        | -      | -         | -               | Médaille d'or, monde     | -            |   |

Légende :

 : médaille d'or

 : médaille d'argent

- : n'a pas participé à l'épreuve

### Coupe du monde
- Meilleur classement général : 23e en 2008.
- Meilleur résultat individuel : 5e place.
- 6 podiums en relais, dont 3 victoires.

Statistique prenant en compte les podiums obtenus aux Championnats du monde

#### Classements en Coupe du monde
| Saison    | Classement général final | Individuel | Sprint | Poursuite | Mass start |
| 2007-2008 | 23e                      | nc         | 17e    | 22e       | 20e        |
| 2008-2009 | 73e                      | nc         | 65e    | 66e       |            |
| 2009-2010 | 116e                     | nc         | 98e    |           |            |
| 2010-2011 | 49e                      | 43e        | 59e    | 49e       | 47e        |
| 2011-2012 | 43e                      | 22e        | 44e    | 47e       | 48e        |

### Championnats d'Europe
- Médaille d'or du sprint en 2009.
- Médaille d'or du relais en 2009.
- Médaille de bronze de la poursuite en 2009.